# Калописиев дланокоренник
Калописиев дланокоренник (Dactylorhiza kalopissii) е многогодишно тревисто растение от семейство Орхидеи (Orchidaceae).

## Описание
Растението е с розови до светлолилави, двуполови цветове. Съцветието е цилиндрично и гъсто. Листата са едноцветни, зелени, с ланцетна форма, а стъблото – кухо, с дължина от 20 – 60 cm. Устната е неясно триделна, плоска, изпъстрена с дребни точици. Шпората е тясноконична, чиято дължина е 8 – 12 mm. Плодът е кутийка. Размножаването става чрез семена.